# Wanda Nowak
Wanda Emilie Maria Nowak (* 16. Jänner 1913 in Wien; † 30. April 1977 ebenda) war eine österreichische Leichtathletin und Olympionikin (1936).

## Werdegang
Die Athletin vom WAC gewann den österreichischen Landesmeistertitel im Hochsprung von 1935 bis 1937, im Weitsprung 1934 und 1937 bis 1940, im Speerwurf 1938 und 1939 und im Fünfkampf von 1934 bis 1940.
Mitte der 1930er Jahre konnte sie mit Staffeln des WAC drei Weltrekorde auf später nicht mehr gelaufenen Strecken aufstellen.
Bei den Olympischen Spielen 1936 in Berlin trat Nowak lediglich im Hochsprung an und konnte 1,50 m überqueren. Damit war sie Neunte des Wettbewerbs. Sie wird aber heute üblicherweise als Achte geführt, da die Leistungen von Dora Ratjen nicht mehr anerkannt werden.
Ratjen gewann auch den Hochsprungwettbewerb bei den Europameisterschaften 1938 in Wien, wo Ratjen und Feodora zu Solms zusammen mit Wanda Nowak Deutschland im Hochsprung vertraten, da Österreich nach dem Anschluss an das Dritte Reich nicht mehr mit einem eigenen Team antreten durfte. Wanda Nowak überquerte wie 1936 die Höhe von 1,50 m und wird nach der Streichung Ratjens als Achte geführt.
Wanda Nowak hatte bei einer Körpergröße von 1,65 m ein Wettkampfgewicht von 57 kg. Ihre Bestleistung im Hochsprung betrug 1,56 m, gesprungen 1938 in Bad Nauheim. Ilse Steinegger übertraf 1947 diesen österreichischen Rekord.